# 펑크 메탈

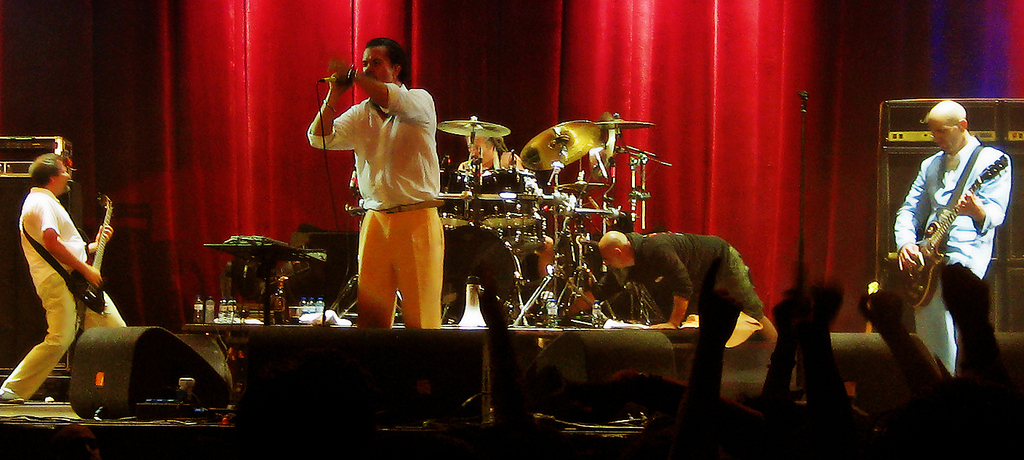
펑크 메탈 밴드 Faith No More.

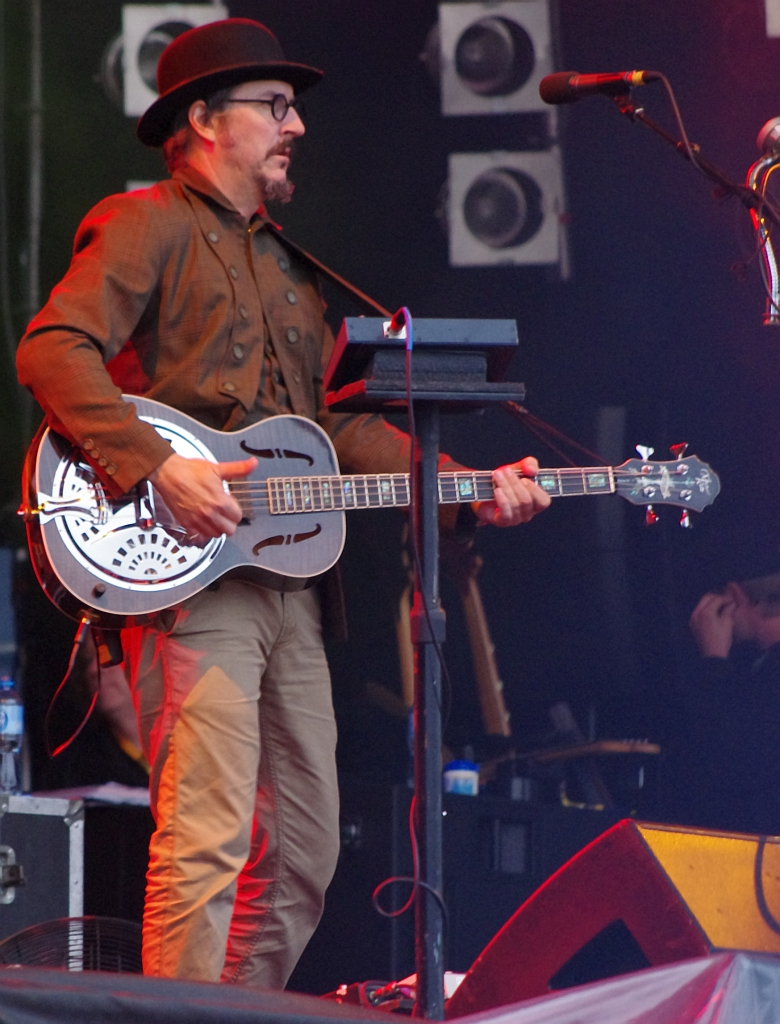
프리머스밴드의 멤버 중 한 명인 Les Claypool

펑크 메탈(영어: Funk metal)은 펑크 록과 얼터너티브 메탈의 하위 장르이다. 또한 thrash funk라는 이름으로 알려져 있다.

## 같이 보기
- 그루브 메탈
- 랩 메탈